# Михаил Венков
 Тази статия е за футболиста.  За режисьора вижте Михаил Венков (режисьор).  
Михаил Ангелов Венков е български футболист. Титулярната му позиция е на левия бек, силният му крак е левият. Треньор е на  третодивизионния Ботев (Нови пазар).

## Състезателна кариера
Започва да тренира футбол през 1995 година при Милети Божилов в ДЮШ на Септември (София), като в началото на своята кариера се изявява като опорен халф и централен защитник. Преминава през всички възрастови формации на клуба, а треньори още са му били специалисти като Димитър Асенов, Тони Джеферски, Бисер Хаздай, Любо Симов и Димитър Райков. Носител е на бронзов медал с юноши младша възраст и на сребърен медал със старшата възраст от Републиканското футболно първенство, както и на две купи на БФС. В периода 1995 – 2000 година е петкратен победител в Софийско градско първенство. През 2000 г. Георги Харалампиев го взима при мъжете и постепенно започва да го налага в първия състав на Септември (София). Това е и човекът, който го преквалифицира в ляв краен бранител – позицията, която Венков практикува. По това време талантливият юноша е седемнадесетгодишен и още няма право на професионален договор, но въпреки това към него проявяват интерес и пристигат запитвания от елитните тогава Марек и Черноморец (Бургас).

Михаил Венков обаче избира офертата на Литекс (Ловеч) и в началото на 2002 г. преминава при „оранжевите“, като подписва петгодишен договор. По това време старши треньор е Ферарио Спасов, а на неговата позиция ловчанлии разполагат с опитни футболисти като Валентин Найденов и Станислав Бачев, а месец по-късно ще привлекат в редиците си един от най-качествените чужденци, състезавали се в българското първенство – бразилеца Тиаго Силва. При тази конкуренция младокът твърде рядко влиза в игра и взима участие предимно в мачовете за Купата на България. Първият му мач за Литекс е на 23 януари 2002, на подготвителния лагер в Агия Напа, при победата с 4:1 над Анортозис, а официалният му дебют е на 20 март 2002 за победата с 5:0 при гостуването на Дунав (Русе), в мач от турнира за Купата на България. Официалният му дебют в А група е на 24 април 2002 в мач от плейофната фаза на шампионата за домакинската победа над Локомотив (Пловдив) с 3:1, когато към края на срещата влиза като смяна на Тиаго Силва. През 2003 г. отбива военната си служба и е пратен да трупа опит във втородивизионния Белите орли, но на полусезона след треньорска рокада в Литекс, новият старши треньор Драголюб Симонович желае отблизо да се запознае с качествата му и Венков е върнат обратно в Ловеч. Изкарва зимната подготовка с отбора и взима участие във всички контроли. През февруари същата година за треньор на Литекс е назначен Люпко Петрович, който предпочита да залага на опитни бойци, и Мишо Венков играе едва в последните 5 кръга от шампионата. Попада и в групата за финала от турнира за Купата на България, спечелен след дузпи срещу ЦСКА, но не взима участие в самата среща. След края на сезона сърбинът напуска и за негов заместник е назначен Стойчо Младенов, който започва да го налага като титуляр, записва и първите си мачове в европейските клубни турнири. След провала с австрийския ГАК за селекционер е назначен Ицхак Шум. При него и при следващите наставници – Георги Дерменджиев и отново Симонович и Петрович, Венков вече е твърд титуляр. Участва и в груповата фаза на турнира за Купата на УЕФА, като взима участие във всичките срещи на „оранжевите“. 
През януари 2006 на подготвителния лагер в Правец разтяга ахилесово сухожилие, следва операция и пропуска целия сезон. Възстановяването му върви трудно, формата му спада и губи титулярното си място от набралия скорост и игрова практика Петър Занев. При Миодраг Йешич и Ферарио Спасов практически е без конкуренция, тъй като Занев е пратен под наем в Селта Виго. В края на годината подписва нов тригодишен договор до лятото на 2011 г. Станимир Стоилов също залага на него в титулярната единайсеторка, а върналият се от странство Занев налага като централен защитник. Следващият наставник Ангел Червенков използва услугите на Венков до зимната пауза и след конфликта му с треньора на младежите Михаил Мадански го закотвя на пейката. Изгубил формата си през годината, Венков е резерва и при Любослав Пенев, договорът му е към края си и към него проявяват интерес от ЦСКА, Динамо Букурещ и Левски, но в крайна сметка Михаил Венков проявява лоялност към отбора на сърцето си и преподписва нов двегодишен договор до лятото на 2013 г. В евротурнирите е изиграл впечатляващите 24 срещи за „оранжевите“. Шампион е на България за 2009/10 г., трикратен носител на националната купа и веднъж на суперкупата на страната. От 2009 г. е студент в НСА „Васил Левски“ специалност „Треньор по футбол“. През 2011 година договорът му с настоящия шампион Литекс (Ловеч) изтича, а играчът и ръководството на клуба не се разбират за нов.
Венков избира да подпише контракт с Локомотив (Пловдив).
През лятото на 2012 г. собственикът на Локомотив, Константин Динев обявява, че се оттегля от отбора, в резултат на което няколко футболисти преминават в отбора на ЦСКА (София), като Венков е един от тях. Той подписва с „армейците“ до 2014 г.
От пролет 2019 г. до пролет 2020 г. е играч на Добруджа (Добрич).

## Национален отбор
Преминава през всички гарнитури на националния отбор, първата си повиквателна получава от Красимир Ковачев. При младежите треньори са му били Стоян Коцев и Иван Колев, като и двамата го ползват като централен защитник. Първата си повиквателна за мъжете получава през 2005 г. от Христо Стоичков, а дебютът му за първия състав е при гостуването на Азербайджан в Баку. Получава повиквателни още от Пламен Марков, Станимир Стоилов и Лотар Матеус. Има записани девет официални мача.

## Успехи
Литекс (Ловеч)
- Шампион (2): 2010, 2011
- Купа на България (3): 2004, 2008, 2009
  - Финалист (2): 2003, 2007
- Суперкупа на България (1): 2010
  - Финалист (4): 2004, 2007, 2008, 2009

 Локомотив (Пловдив)
- Суперкупа на България
  - Финалист (1): 2012

 Черно море (Варна)
- Купа на България (1): 2015
- Суперкупа на България (1): 2015

## Статистика по сезони
| Сезон    | Отбор                  | Първенство   | Мачове | Голове |
| -------- | ---------------------- | ------------ | ------ | ------ |
| 2008/09  | Литекс (Ловеч)         | А група      | 23     | 0      |
| 2009/10  | Литекс (Ловеч)         | А група      | 10     | 1      |
| 2010/11  | Литекс (Ловеч)         | А група      | 12     | 0      |
| 2011/12  | → Белите орли (Плевен) |              | 10     | 0      |
| 2011/12  | Локомотив (Пловдив)    | А група      | 28     | 3      |
| 2012/13  | ЦСКА (София)           | А група      | 18     | 2      |
| 2013/14  | Черно море (Варна)     | А група      | 35     | 0      |
| 2014/15  | Черно море (Варна)     | А група      | 28     | 0      |
| 2015/16  | Черно море (Варна)     | А група      | 31     | 0      |
| 2016/17  | Черно море (Варна)     | Първа лига   | 28     | 1      |
| 2017 ес. | Славия (София)         | Първа лига   | 5      | 0      |
| 2018 пр. | Кизил Жар (Казахстан)  | Премиер лига | 14     | 0      |
| 2018 ес. | Черноморец (Балчик)    | Втора лига   | 17     | 2      |
| 2019 пр. | Добруджа (Добрич)      | Втора лига   | -      | -      |